# À huis clos
Pour les articles homonymes, voir Huis clos.
Pour le film allemand de Conrad Wiene, voir À huis clos (film, 1927).
Pour plus de détails, voir Fiche technique et Distribution.
À huis clos (A porte chiuse) est un film italien réalisé par Dino Risi et sorti en 1961.

## Synopsis
Un millionnaire meurt mystérieusement. Sa femme, la belle Olga Duvovitch, est suspectée du crime.

## Fiche technique
- Titre français : À huis clos ou Huis clos ou Derrière les portes closes[1]
- Titre original : A porte chiuse
- Réalisation : Dino Risi
- Scénario : Fabio Carpi, Sandro Continenza, Marcello Coscia, Dino De Palma, Dino Risi
- Photographie : Mario Montuori
- Montage : Otello Colangeli
- Décors et costumes : Elio Costanzi
- Musique : Piero Umiliani
- Producteur : Mario Cecchi Gori
- Durée : 100 min
- Type : Noir et blanc
- Date de sortie : 
  - Italie : 22 mars 1961
  - France : 30 octobre 1964[1]

## Distribution
- Anita Ekberg : Olga Duvovitch
- Fred Clark : Xatis
- Ettore Manni : le marin
- Claudio Gora : le président de la cour
- Gianni Bonagura (en) : l'avocat
- Alberto Talegalli
- Mario Scaccia : Manning
- Hélène Rémy : Marietta
- Béatrice Altariba
- Vittorio Caprioli